# Cundinamarca nigralbata
Cundinamarca nigralbata är en fjärilsart som beskrevs av Paul Dognin 1913. Cundinamarca nigralbata ingår i släktet Cundinamarca och familjen mätare. Inga underarter finns listade i Catalogue of Life.